# 放送管弦楽団
放送管弦楽団（ほうそうかんげんがくだん）、あるいは放送交響楽団（ほうそうこうきょうがくだん）は、オーケストラの一種で、主にテレビ・ラジオ放送用の演奏のために組織されたオーケストラである。

## 概要
放送管弦楽団には、放送局が直接にオーケストラを所有する場合の他、放送局が楽団に出資する、あるいは専属契約を交わす形態を取ることもある。ドイツでは各地のラジオ局が設立したオーケストラがほとんどである。かつて放送用の背景音楽は収録する現場で演奏するかたちが主流だったことから、各地の放送局に設立された（NBC交響楽団のような例外もある）。
その規模は様々であるが、3管編成の70人程度の中規模のオーケストラであることが多い。その場合、概ねオペレッタやポピュラー音楽の伴奏をすることが多く、長く大編成の楽曲や現代音楽などの初演は行わないのが普通である。
中には、5管編成の120人ぐらいの大規模オーケストラであることもあり、その場合「放送交響楽団」と名乗ることもある。この場合、放送での演奏だけでなく、定期演奏会やコンサート・ツアーなど通常のオーケストラと同様の演奏活動を行うことも多い。放送局を基盤とするということから財政的に安定していることが多く、一方ではその公益性から、無名の音楽を発掘して放送演奏や録音、放送局独自の委嘱作品の初演および録音、通常の定期演奏会でのポピュラーな曲と知られざる音楽をセットとするという意欲的なプログラミング、といった活動に積極的であることも多い。ドイツ・ARD加盟の各公共放送協会が保有する放送交響楽団はその典型的な例である。
日本では、NHKの放送管弦楽団（NHK交響楽団、東京放送管弦楽団他）が有名であるほか、日本テレビ放送網・讀賣テレビ放送が読売日本交響楽団に出資している。この他、かつては東京放送（TBS・現：東京放送ホールディングス）が東京交響楽団、フジテレビジョン（現：フジ・メディア・ホールディングス）・文化放送が日本フィルハーモニー交響楽団とそれぞれ専属契約を交わしていたが、TBSは1964年に、フジテレビ・文化放送は1972年に契約を打ち切っている。

## 主な放送管弦楽団

### ドイツ
放送局の所有
- ミュンヘン放送管弦楽団（バイエルン放送）
- ハノーファー北ドイツ放送フィルハーモニー管弦楽団（北ドイツ放送）
- ケルン放送管弦楽団（西部ドイツ放送）
- バイエルン放送交響楽団（バイエルン放送）
- NDRエルプフィルハーモニー管弦楽団（北ドイツ放送　旧称：北ドイツ放送交響楽団）
- ケルンWDR交響楽団（西部ドイツ放送　旧称：ケルン放送交響楽団）
- hr交響楽団（ヘッセン放送　旧称：フランクフルト放送交響楽団）
- シュトゥットガルト放送交響楽団（南西ドイツ放送）（現存しない）
- 南西ドイツ放送交響楽団（南西ドイツ放送）
- バーデン＝バーデン・フライブルクSWR交響楽団（南西ドイツ放送）（現存しない）
- ザールブリュッケン・カイザースラウテルン・ドイツ放送フィルハーモニー管弦楽団（ザールラント放送・南西ドイツ放送共同）
- MDR交響楽団（中部ドイツ放送）

放送局との専属契約
- ベルリン・ドイツ交響楽団（ベルリン＝ブランデンブルク放送）
- ベルリン放送交響楽団（ベルリン・ブランデンブルク放送　旧東ドイツ時代は東ドイツ国立ラジオ放送専属）

### イギリス
- BBC交響楽団
- BBCフィルハーモニック
- BBCスコティッシュ交響楽団
- BBCウェールズ交響楽団
- BBCコンサート・オーケストラ
- RTÉコンサート・オーケストラ

### その他のヨーロッパ諸国
- フランス国立管弦楽団（フランス）
- フランス放送フィルハーモニー管弦楽団（フランス）
- RAI国立交響楽団（イタリア・トリノ）
- ウィーン放送交響楽団（オーストリア・ORF）
- プラハ放送交響楽団（チェコ）
- フィンランド放送交響楽団（フィンランド）
- DR放送交響楽団（デンマーク）
- ポーランド国立放送交響楽団（ポーランド）
- モスクワ放送交響楽団（ロシア）
- スロヴァキア放送交響楽団（スロヴァキア）
- アイルランド国立交響楽団（アイルランド）
- スイス・イタリアーナ管弦楽団（スイス）
- オランダ放送交響楽団（オランダ語版）（オランダ、現存しない）

### その他の諸国
- NHK交響楽団（日本）
- 東京放送管弦楽団（日本） - NHK東京放送センター専属の管弦楽団
- KBS交響楽団（韓国）
- CBC交響楽団（カナダ、現存しない）
- NBC交響楽団（アメリカ、現存しない）